# Football Club Martigny-Sports 2017-2018
Questa voce raccoglie le informazioni riguardanti il Football Club Martigny-Sports nelle competizioni ufficiali della stagione 2017-2018.

## Stagione
Nella stagione 2017-2018 il Martigny, allenato da Hugo Raczynski, concluse il campionato di 1ª Lega al 9º posto.

## Rosa
| N. |                          | Ruolo | Calciatore           |
| -- | ------------------------ | ----- | -------------------- |
| 2  | Portogallo (bandiera)    | D     | Nélio Cordova        |
| 3  | Svizzera (bandiera)      | D     | Guillaume Cotter     |
| 4  | Svizzera (bandiera)      | D     | Mateo Bozic          |
| 6  | Svizzera (bandiera)      | C     | Danick Yerly         |
| 7  | Kosovo (bandiera)        | C     | Ramiz Mehmetaj       |
| 8  | Svizzera (bandiera)      | C     | Marco Orsi           |
| 9  | Svizzera (bandiera)      | A     | Thibault Constantin  |
| 10 | Guinea-Bissau (bandiera) | C     | Martinho Ambrosio    |
| 11 | Svizzera (bandiera)      | C     | Pereira Maciel       |
| 12 | Svizzera (bandiera)      | D     | Alexis Caloz         |
| 12 | Portogallo (bandiera)    | C     | Filipe Ferreira      |
| 14 | Francia (bandiera)       | C     | Yacoub Meité         |
| 16 | Svizzera (bandiera)      | D     | Blaise Sarrasin      |
| 16 | Portogallo (bandiera)    | C     | Luis Miguel Bernardo |
| 17 | Svizzera (bandiera)      | D     | Lorenzo Avitabile    |
| 18 | Angola (bandiera)        | C     | Joël Ndongabi        |

| N. |                       | Ruolo | Calciatore                  |
| -- | --------------------- | ----- | --------------------------- |
| 19 | Kosovo (bandiera)     | C     | Hazir Mehmetaj              |
| 20 | Svizzera (bandiera)   | D     | Antoine Tissières           |
| 21 | Svizzera (bandiera)   | C     | Selajdin Biljali            |
| 24 | Portogallo (bandiera) | D     | Fernando Louro Ferreira     |
| 25 | Svizzera (bandiera)   | P     | Joel Da Cruz                |
| 25 | Svizzera (bandiera)   | P     | Alexandre Fidalgo Magalhâes |
| 25 | Svizzera (bandiera)   | P     | Loïc Fillettaz              |
| 25 | Svizzera (bandiera)   | P     | Anthony Tarantini           |
| 26 | Svizzera (bandiera)   | A     | Luca De Stefano             |
| 30 | Svizzera (bandiera)   | P     | Mathias Coquoz              |
| 30 | Svizzera (bandiera)   | P     | Demokrat Ramaj              |
| 30 | Svizzera (bandiera)   | P     | Tyron Zecchin               |
|    | Svizzera (bandiera)   | P     | Romain Salamin              |
|    | Albania (bandiera)    | D     | Arianit Cakaj               |
|    | Svizzera (bandiera)   | C     | Miguel de Sousa             |
|    | Svizzera (bandiera)   | A     | Mathieu Nigro               |

## Organigramma societario
Area tecnica
- Allenatore: Hugo Raczynski
- Allenatore in seconda:
- Preparatore dei portieri:
- Preparatori atletici:

## Calciomercato

### Sessione estiva
| Acquisti | Acquisti         | Acquisti    | Acquisti |
| R.       | Nome             | da          | Modalità |
| -------- | ---------------- | ----------- | -------- |
| D        | Mateo Bozic      | Sion II     |          |
| P        | Tyron Zecchin    | Losanna U21 |          |
| C        | Miguel de Sousa  | Conthey     |          |
| D        | Arianit Cakaj    | Conthey     |          |
| D        | Guillaume Cotter | Conthey     |          |

| Cessioni | Cessioni       | Cessioni | Cessioni |
| R.       | Nome           | a        | Modalità |
| -------- | -------------- | -------- | -------- |
| D        | Vincent Tamayo | Conthey  |          |

### Sessione invernale
| Acquisti | Acquisti | Acquisti | Acquisti |
| R.       | Nome     | da       | Modalità |
| -------- | -------- | -------- | -------- |

| Cessioni | Cessioni | Cessioni | Cessioni |
| R.       | Nome     | a        | Modalità |
| -------- | -------- | -------- | -------- |

## Risultati

### 1ª Lega

#### Girone di andata
| Arbitro: | Ghisletta |

|                                               |           |               |
| Quintero 53’ Efendić 59’ (rig.) Rodrigues 90’ | Marcatori | 8’ Constantin |

| Arbitro: | Odiet |

|                                      |           |             |
| Orsi 34’ Constantin 56’ Mehmetaj 68’ | Marcatori | 75’ Bersier |

| Arbitro: | Dedukic |

|                                                |           |  |
| Santos 6’ Vuzi 21’, 72’ Barroso 63’ N'Silu 88’ | Marcatori |  |

| Arbitro: | Wolfensberger |

|                                                          |           |                       |
| Orsi 3’ Maciel 20’ Mehmetaj 56’, 71’ Constantin 79’, 80’ | Marcatori | 9’, 59’, 60’ Hrdlička |

| Arbitro: | Dégallier |

|                           |           |  |
| Moussilou 67’ (rig.), 79’ | Marcatori |  |

| Arbitro: | Rosset |

|                                                          |           |                  |
| Ambrosio 23’ Orsi 56’ (rig.) Mehmetaj 66’ Constantin 78’ | Marcatori | 10’ (rig.) Wyder |

| Arbitro: | Huber |

|  |           |                                    |
|  | Marcatori | 7’ Protopapa 21’ Lolala 67’ Degola |

| Arbitro: | Skalonja |

|              |           |  |
| Mehmetaj 31’ | Marcatori |  |

| Arbitro: | Odiet |

|                             |           |                                  |
| Escorza 28’ Grossrieder 85’ | Marcatori | 15’, 43’ Constantin 65’ Mehmetaj |

| Arbitro: | Thies |

|                          |           |                             |
| Maciel 8’ Constantin 44’ | Marcatori | 52’ (rig.) Dugourd 82’ Kari |

| Arbitro: | Hänggi |

|                                            |           |                   |
| Girod 24’ Golliard 55’, 66’ Marinković 90’ | Marcatori | 12’, 83’ Mehmetaj |

| Arbitro: | Rosset |

|           |           |                         |
| Costa 54’ | Marcatori | 68’ Maciel 74’ Ambrosio |

| Arbitro: | Schelb |

|                                                              |           |  |
| Constantin 4’ Mehmetaj 19’, 90’ Meité 21’ Biljali 65’ (rig.) | Marcatori |  |

#### Girone di ritorno
| Arbitro: | Carrard |

|                       |           |             |
| Biljali 31’ Cakaj 63’ | Marcatori | 50’ Machado |

| Echallens 28 marzo 2018, ore 20:00 CEST 15ª giornata    | Echallens | 1 – 1 referto | Martigny | Stade des Trois Sapins |
| \| \| \| \| \| Bersier 77’ \| Marcatori \| 86’ Cakaj \| |           |               |          |                        |
|                                                         |           |               |          |                        |
| Bersier 77’                                             | Marcatori | 86’ Cakaj     |          |                        |

| Arbitro: | Turkes |

|                            |           |                     |
| Constantin 37’ (rig.), 90’ | Marcatori | 8’ Qarri 90’ Aïachi |

| Naters 18 marzo 2018, ore 14:00 CET 17ª giornata                                                 | Naters    | 3 – 2 referto               | Martigny | Sportanlage Stapfen (240 spett.) |
| \| \| \| \| \| Spahiu 29’ Acosta 35’ Hrdlička 75’ \| Marcatori \| 26’ Constantin 88’ Mehmetaj \| |           |                             |          |                                  |
|                                                                                                  |           |                             |          |                                  |
| Spahiu 29’ Acosta 35’ Hrdlička 75’                                                               | Marcatori | 26’ Constantin 88’ Mehmetaj |          |                                  |

| Arbitro: | Carrard |

|                             |           |                          |
| Constantin 17’ Mehmetaj 23’ | Marcatori | 33’ Martins 49’ Paçarizi |

| Arbitro: | Tonini |

|            |           |                               |
| Fuhrer 36’ | Marcatori | 89’ Constantin 90’ De Stefano |

| Arbitro: | Hänggi |

|            |           |  |
| Morina 30’ | Marcatori |  |

| Arbitro: | Hajdarevic |

|                              |           |           |
| Nyangi 44’, 54’ Dindamba 55’ | Marcatori | 64’ Bozic |

| Arbitro: | Huwiler |

|                                  |           |                                          |
| Mehmetaj 61’, 65’ Constantin 90’ | Marcatori | 38’ (rig.) Asllani 53’ Ndoye 87’ Puertas |

| Arbitro: | Staubli |

|          |           |              |
| Kari 86’ | Marcatori | 32’ Mehmetaj |

| Martigny 16 maggio 2018, ore 20:15 CEST 24ª giornata                        | Martigny  | 0 – 3 referto                             | Young Boys II | Stade d'Octodure |
| \| \| \| \| \| \| Marcatori \| 24’ Hadzi 44’ Mambimbi 69’ (rig.) Schmied \| |           |                                           |               |                  |
|                                                                             |           |                                           |               |                  |
|                                                                             | Marcatori | 24’ Hadzi 44’ Mambimbi 69’ (rig.) Schmied |               |                  |

| Arbitro: | Odiet |

|                   |           |          |
| Ambrosio 65’, 87’ | Marcatori | 6’ Lokwa |

| Arbitro: | Ljatifi |

|                                                                     |           |              |
| Avitabile 10’ (aut.) Camara 60’, 81’ (rig.) Andric 74’ Monteiro 90’ | Marcatori | 53’ Mehmetaj |

## Statistiche

### Statistiche di squadra
| Competizione | Punti | In casa | In casa | In casa | In casa | In casa | In casa | In trasferta | In trasferta | In trasferta | In trasferta | In trasferta | In trasferta | Totale | Totale | Totale | Totale | Totale | Totale | DR |
| Competizione | Punti | G       | V       | N       | P       | Gf      | Gs      | G            | V            | N            | P            | Gf           | Gs           | G      | V      | N      | P      | Gf     | Gs     | DR |
| ------------ | ----- | ------- | ------- | ------- | ------- | ------- | ------- | ------------ | ------------ | ------------ | ------------ | ------------ | ------------ | ------ | ------ | ------ | ------ | ------ | ------ | -- |
| 1ª Lega      | 36    | 13      | 7       | 4       | 2       | 32      | 22      | 13           | 3            | 2            | 8            | 16           | 32           | 26     | 10     | 6      | 10     | 48     | 54     | -6 |
| Totale       | 36    | 13      | 7       | 4       | 2       | 32      | 22      | 13           | 3            | 2            | 8            | 16           | 32           | 26     | 10     | 6      | 10     | 48     | 54     | -6 |

### Andamento in campionato
| Giornata  | 1  | 2 | 3  | 4 | 5  | 6 | 7  | 8 | 9 | 10 | 11 | 12 | 13 | 14 | 15 | 16 | 17 | 18 | 19 | 20 | 21 | 22 | 23 | 24 | 25 | 26 |
| --------- | -- | - | -- | - | -- | - | -- | - | - | -- | -- | -- | -- | -- | -- | -- | -- | -- | -- | -- | -- | -- | -- | -- | -- | -- |
| Luogo     | T  | C | T  | C | T  | C | C  | C | T | C  | T  | T  | C  | C  | T  | C  | T  | C  | T  | T  | T  | C  | T  | C  | C  | T  |
| Risultato | P  | V | P  | V | P  | V | P  | V | V | N  | P  | V  | V  | V  | N  | N  | P  | N  | V  | P  | P  | N  | N  | P  | V  | P  |
| Posizione | 14 | 6 | 12 | 8 | 11 | 6 | 10 | 9 | 6 | 5  | 10 | 6  | 5  | 2  | 2  | 3  | 4  | 6  | 4  | 6  | 8  | 8  | 7  | 8  | 7  | 9  |

Legenda:

Luogo: C = Casa; T = Trasferta. Risultato: V = Vittoria; N = Pareggio; P = Sconfitta.

### Statistiche dei giocatori
| M. Ambrosio   | 17 | 4  | 0 | 0 |
| L. Avitabile  | 5  | 0  | 0 | 0 |
| A. Baqueiro   | 2  | 0  | 0 | 0 |
| L. Bernardo   | 0  | 0  | 0 | 0 |
| S. Biljali    | 18 | 2  | 6 | 0 |
| M. Bozic      | 13 | 1  | 5 | 1 |
| A. Cakaj      | 23 | 2  | 5 | 2 |
| A. Caloz      | 0  | 0  | 0 | 0 |
| T. Constantin | 26 | 15 | 1 | 0 |
| M. Coquoz     | 0  | 0  | 0 | 0 |
| N. Cordova    | 8  | 0  | 2 | 0 |
| G. Cotter     | 16 | 0  | 3 | 0 |
| J. Cruz       | 19 | 0  | 0 | 0 |
| L. De Stefano | 17 | 1  | 0 | 0 |
| K. Derivaz    | 1  | 0  | 0 | 0 |
| F. Ferreira   | 17 | 0  | 2 | 0 |
| F. Ferreira   | 12 | 0  | 0 | 0 |
| L. Fillettaz  | 0  | 0  | 0 | 0 |
| P. Maciel     | 24 | 3  | 2 | 0 |
| A. Magalhâes  | 0  | 0  | 0 | 0 |
| H. Mehmetaj   | 20 | 7  | 8 | 0 |
| R. Mehmetaj   | 23 | 9  | 7 | 1 |
| Y. Meité      | 20 | 1  | 6 | 0 |
| J. Ndongabi   | 13 | 0  | 4 | 0 |
| M. Nigro      | 0  | 0  | 0 | 0 |
| M. Orsi       | 10 | 3  | 2 | 0 |
| D. Ramaj      | 1  | 0  | 0 | 0 |
| R. Salamin    | 0  | 0  | 0 | 0 |
| B. Sarrasin   | 4  | 0  | 1 | 0 |
| V. Tamayo     | 1  | 0  | 1 | 0 |
| A. Tarantini  | 0  | 0  | 0 | 0 |
| A. Tissières  | 11 | 0  | 3 | 1 |
| D. Yerly      | 9  | 0  | 0 | 0 |
| T. Zecchin    | 8  | 0  | 0 | 0 |
| M. de Sousa   | 23 | 0  | 5 | 0 |